# Мониторы типа «Пассаик»
Мониторы типа «Пассаик» (англ.  Passaic-class) — первые серийные мониторы, построенные для флота США во время Гражданской Войны 1861—1865. Представляли собой развитие исходного проекта «Монитора» Джона Эрикссона, выразившееся в увеличении размера корабля и установке более тяжёлого вооружения. Корабли отлично зарекомендовали себя в прибрежных операциях Гражданской Войны и долго оставались на службе после неё. Проект также послужил основой для серийного строительства мониторов в России и Швеции.

## История
Неожиданный успех «Монитора» в бою на Хэмптонском рейде оказал значительное влияние на военно-морскую теорию. Способность маленького «Монитора» успешно противостоять гораздо более крупной «Вирджинии» продемонстрировала значительные преимущества башенных кораблей с немногочисленной тяжёлой артиллерией над более традиционными конструкциями.
Вдохновленные успехом «Монитора», американские адмиралы срочно заказали постройку целой серии подобных кораблей. Низкобортные, с малой осадкой и хорошей по меркам времени маневренностью, мониторы отлично подходили для операций на мелководье побережья мятежных штатов; кроме того, враждебные отношения с Великобританией и Францией породили опасения, что европейские державы могут вмешаться в ход Гражданской войны. Мониторы, являвшиеся в то время почти идеальными кораблями береговой обороны, могли нейтрализовать угрозу нападения европейских флотов на американское побережье.
Проект серийных мониторов, получивших обозначение типа «Пассаик», был подготовлен Джоном Эрикссоном в кратчайшие сроки. Фактически корабли этого типа представляли собой возвращение к оригинальному проекту первого «Монитора», который Эрикссон упростил ради ускорения строительных работ. В то же время особое внимание было придано усилению вооружения: на основании опыта сражения на Хэмптонском рейде американские адмиралы пришли к выводу о неспособности 229-миллиметровых гладкоствольных орудий пробивать броню и считали необходимым заменить их более мощными образцами.

## Конструкция
По конструкции мониторы типа «Пассаик» практически повторяли исходный «Монитор»; однако они были больше приблизительно на 40 %, несколько сильнее бронированы и тяжелее вооружены. Главным техническим отличием этих 1400-тонных кораблей от прототипа была боевая рубка, установленная на крыше башни. Это решение предлагалось Эрикссоном ещё для первого «Монитора», но ради экономии времени от него отказались. Были также исправлены некоторые другие недостатки исходного проекта, и за счет этого сектор обстрела действительно стал почти круговым.

### Вооружение

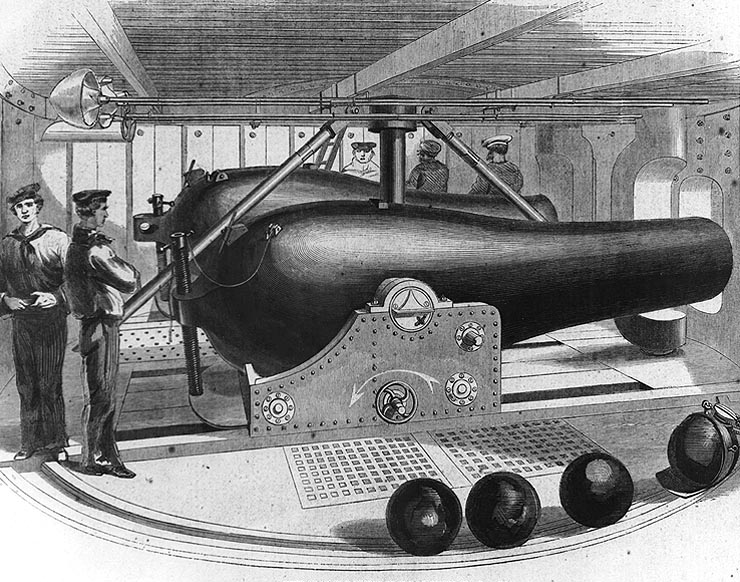
Внутри башни USS «Пассаик»

Мониторы типа «Пассаик» вооружались двумя орудиями во вращающейся башне. У большей части (семи из десяти) кораблей серии это были тяжёлые гладкоствольные орудия Дальгрена двух разных калибров: 279-миллиметровое и 380-миллиметровое. Подобное вооружение было выбрано как по соображениям экономии (производство дорогих и сложных 380-миллиметровых орудий было ограничено), так и по тактическим соображениями; предполагалось, что комбинация из тяжёлой, медленно перезаряжающейся 380-миллиметровой и более легкой, но скорострельной 279-мм пушки обеспечит большую огневую производительность. На практике это оказалось не так: выстрелы стреляющих в разном темпе орудий мешали процессам перезарядки и приходилось ограничивать скорострельность более легкой пушки.
380-мм гладкоствольная пушка Дальгрена была самым тяжёлым и мощным морским орудием того времени. Она стреляла 200 килограммовым стальным или железным ядром на дистанцию до 2000 метров; на небольшой дистанции такой снаряд успешно проламывал 100 миллиметров двуслойной железной брони, наклоненной под углом 60 градусов к вертикали — то есть эквивалент приблизительно 150 миллиметров вертикальной железной брони. Однако по мере роста дистанции пробивная мощь этих гладкоствольных пушек резко падала, и точность их была невелика. С другой стороны, медленные, но тяжёлые ядра были более эффективны против сильно наклоненной брони кораблей южан, так как давали меньше рикошетов.
Так как башни кораблей были точными копиями башен исходного «Монитора», их амбразуры оказались слишком тесны для могучих 380-миллиметровых орудий. В итоге орудие было вынуждено стрелять с дульным срезом внутри башни; чтобы избежать задымления, пришлось установить перед амбразурами дымоотводные короба.
На мониторах «Леги» и «Патапаско», вооружение несколько отличалось. На них 279-миллиметровое гладкоствольное орудие Дальгрена было заменено 203-миллиметровой нарезной пушкой Паррота. Подобная комбинация, теоретически, позволяла атаковать неприятеля на большей дистанции за счет большей точности и большей начальной скорости снаряда нарезной пушки.
Монитор «Каманч» отличался от остальных тем, что на нём отказались от экспериментов со смешанным вооружением и установили две одинаковые 380-миллиметровые пушки Дальгрена.
В 1865 все уцелевшие корабли перевооружили на два 380-мм орудия Дальгрена.

### Броневая защита
Бронирование кораблей типа «Пассаик» изготавливалось из наложенных друг на друга слоев кованых железных плит, каждая толщиной в 25 миллиметров. Такое многослойное бронирование было менее эффективно, чем сплошные плиты той же толщины, но зато было проще в производстве и в условиях массового строительства мониторов вполне отвечало требованиям времени.
Борт мониторов был защищен целиком броневым поясом, проходившим по всей длине корабля. В надводной части пояс состоял из пяти слоев плит (общая толщина 125 миллиметров), ниже ватерлинии утончался до трех слоев (общая толщина 75 миллиметров). Палуба бронировалась 25 миллиметровыми железными плитами. Броневая башня защищалась одиннадцатью слоями броневых плит общей толщиной 280 миллиметров.

### Силовая установка
Силовая установка «Пассаиков» состояла из единственной паровой машины с качающимися рычагами: особый, сравнительно мало распространенный тип компактного, но не очень эффективного парового двигателя, разработанный Эрикссоном специально для ограниченного объёма мониторов. Полная мощность составляла 320 лошадиных сил, пар подавался из двух котлов Мартина. Максимальная скорость «Пассаиков» на мерной миле не превысила 7 узлов, что, впрочем, не имело особого значения для кораблей, созданных для береговых операций.

## В серии

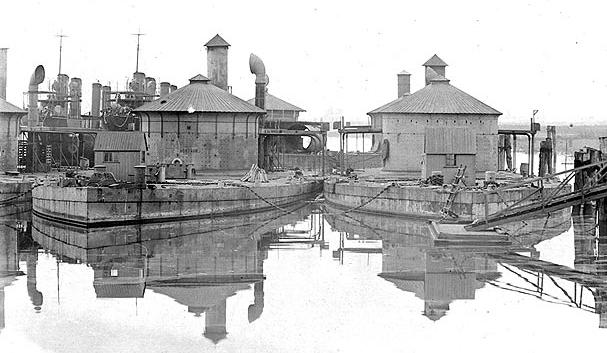
Мониторы «Монток» и «Леги» на хранении в Филадельфии в 1902 году

Первые три корабля вступили в строй осенью-зимой 1862, оставшиеся — зимой-весной 1863.
- USS Passaic (1862)
- USS Montauk (1862)
- USS Nahant (1862)
- USS Patapasco (1863) — погиб, подорвавшись на мине в 1865
- USS Weehawken (1863) — затонул в шторм 1863 из-за неправильной загрузки
- USS Sangamon (1862)
- USS Catskill (1862)
- USS Nantucket (1862)
- USS Lehigh (1862)
- USS Camanche (1862)

## Служба

### США
Корабли серии «Пассаик» массово вступили в строй в конце 1862—1863 года. Они сыграли критическую роль в поддержании блокады мятежных штатов: в 1863—1864 южане ввели в строй значительное количество броненосцев, представлявших опасность для деревянных кораблей, но мониторы заставили флот южан оставаться в гаванях. Так в сражении 17 июня 1863 года мониторы «Уихокен» и «Нэхент» успешно отразили попытку нападения со стороны крупного броненосца южан CSS Atlanta, вынудив конфедеративный корабль капитулировать всего через четверть часа перестрелки.
Северяне пытались применять мониторы этого типа и против береговых укреплений, но в этом качестве обычные мониторы оказались недостаточно эффективны. Масштабная атака на форты Чарльстона 7 апреля 1863 завершилась неудачей, несмотря на то, что в ней участвовали семь мониторов. Хотя их броня надежно защищала их от снарядов, а малая осадка позволяла легко маневрировать у побережья, двух медленно стреляющих (пусть и весьма мощных) орудий на каждом мониторе было явно недостаточно, чтобы заставить замолчать хорошо укрытые береговые орудия. В борьбе с береговыми батареями огневая производительность оказалась более важным фактором, чем индивидуальная мощь снарядов, так как для выведения орудий из строя надо было попадать точно в орудия, представлявшие собой очень маленькие мишени.
В дальнейшем мониторы часто привлекались к обстрелу береговых укреплений, но в основном для беспокоящей бомбардировки или поддержки наземных атак. Приходилось им действовать и в устьях рек, где малая осадка и очень мощное вооружение делали мониторы «Пассаик» чрезвычайно полезными единицами.

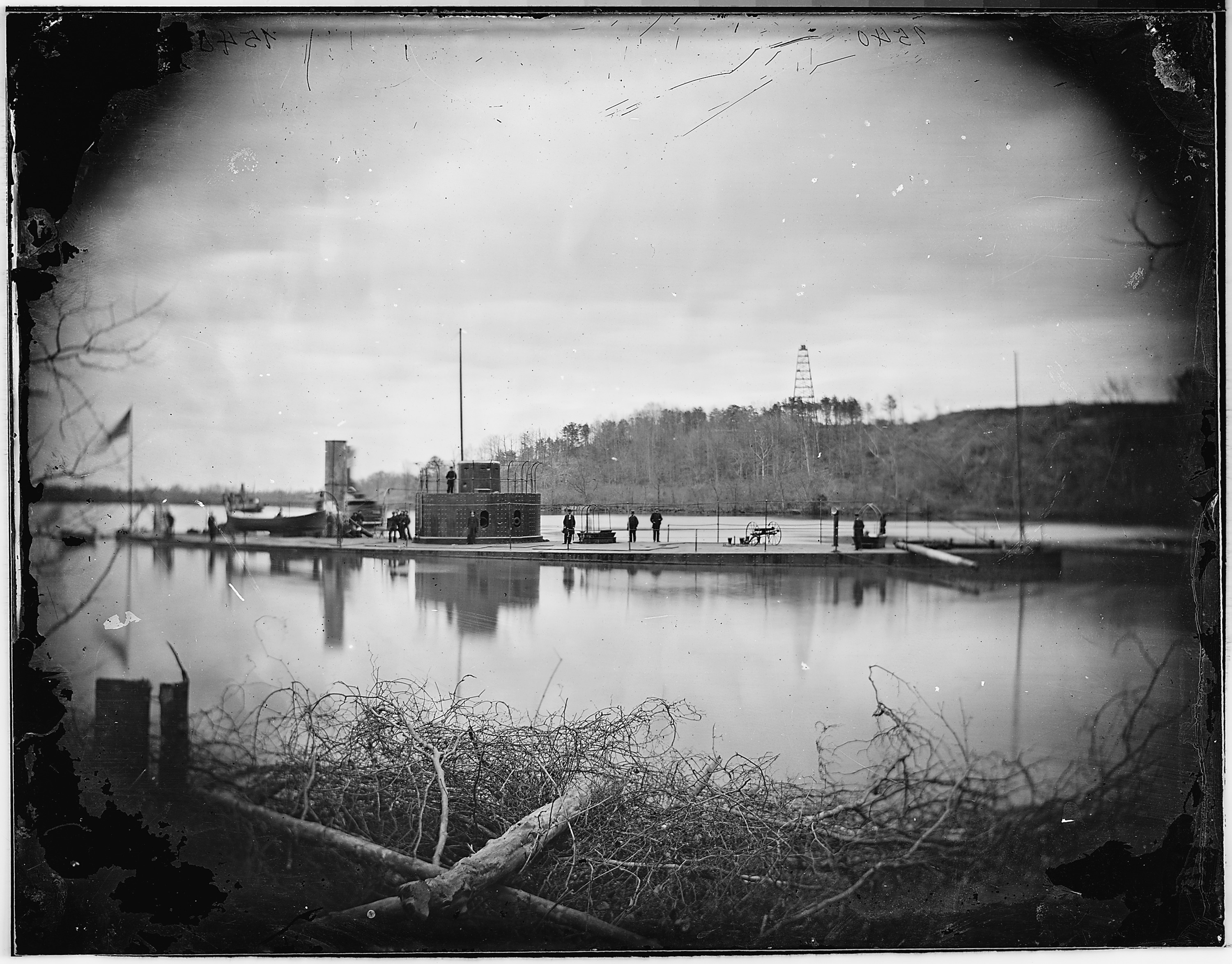
Монитор на реке Джеймс

Особая судьба сложилась у монитора «Каманч». Построенный в Джерси, монитор был сразу же разобран на части и в таком виде отправлен на борту парусника «Аквилла» в Сан-Франциско. Американский флот опасался появления рейдеров южан в тихоокеанских водах и рассчитывал усилить оборону побережья. Однако «Аквилла» затонула в гавани Сан-Франциско, и части монитора пришлось поднимать со дна, прежде чем они могли быть собраны. Из-за всех проволочек корабль вступил в строй лишь в мае 1865.
В ходе войны были потеряны два монитора: «Уихокен», затонувший во время шторма из-за неправильного распределения грузов (что привело к потере остойчивости), и «Патапаско», в конце войны подорвавшийся на минах у Чарльстона.
После завершения войны уцелевшие мониторы типа «Пассаик» были выведены в резерв. Их железные корпуса, однако, отличались завидной долговечностью, и, периодически то возвращаясь в состав флота то вновь переходя в резерв, мониторы прослужили до самого конца XIX столетия. В 1890-х большую часть «Пассаиков» исключили из состава флота и передали военно-морской милиции отдельных штатов. Некоторые из них были вновь реквизированы флотом в 1898 в связи с началом испано-американской войны. В боевых действиях они, однако, более не участвовали.
В 1899—1900 все мониторы этого типа были списаны; некоторые были приобретены гражданскими лицами и использовались как баржи.

### Россия
См. Броненосные башенные лодки типа «Ураган».
В 1863 чертежи мониторов типа «Пассаик» были переданы американским правительством своему единственному союзнику — Российской Империи. Россия (также как и США находившаяся под угрозой войны с Великобританией и Францией) остро нуждалась в броненосных кораблях для защиты подступов к Финскому и Рижскому Заливу от возможного нападения. Мониторы представлялись идеальными кораблями для операций в этих мелких, изобилующих подводными скалами водах.
На основании чертежей «Пассаика» были построены десять его копий для российского флота — мониторов (или, как их называли — броненосных башенных лодок) типа «Ураган». Из десяти кораблей четыре строились на государственных верфях, четыре построили частные русские заводы и ещё два монитора были заказаны в Бельгии, доставлены в разобранном виде в Россию, собраны и спущены на воду. Все корабли вступили в строй в 1865 году и прослужили в береговой обороне до 1900 года.

### Швеция и Норвегия
См. Мониторы типа «Джон Эрикссон»
В 1864 году на основе «Пассаиков» Джон Эрикссон спроектировал для своей родины, Швеции, серию мониторов береговой обороны. Шведы высоко оценили эти корабли, сочтя их идеальными для действий в мелководных шхерах их побережья. Всего было построено пять кораблей: четыре для шведского флота и один для норвежского. В честь изобретателя головной корабль серии назвали «Джон Эрикссон».

## Оценка проекта
Являясь развитием (де-факто, возвращением к исходному проекту) оригинального «Монитора», мониторы типа «Пассаик» были весьма удачными для своего времени прибрежными кораблями. В них были учтены и исправлены основные недостатки прототипа: неудачное расположение рубки и недостаточно мощная артиллерия.
Для своего времени мониторы типа «Пассаик» были практически идеальными кораблями береговой обороны. Маневренные, с небольшой осадкой, они могли эффективно оперировать на мелководье — там, где крупные океанские броненосцы были бы сильно скованы в маневре, — а их тяжелая артиллерия в свободно наводящейся вращающейся башне позволяла гарантировать победу в бою практически с любым оппонентом. Хотя американские гладкоствольные дульнозарядные пушки имели малую дальность прицельного огня и низкую начальную скорость, на небольших дистанциях (в то время единственно возможных в бою броненосцев) их чрезвычайно тяжелые по меркам времени снаряды эффективно дробили и раскалывали броневые плиты.
Основным недостатком этих мониторов было недостаточно эффективное бронирование из множества слоев отдельных листов. Адекватное по меркам 1860-х, оно достаточно быстро устарело и уже в 1870-х не представляло достаточной защиты от тяжелой нарезной артиллерии. Однако применение слоистого бронирования позволило американцам построить всю серию чрезвычайно быстро: производить и складывать слоями отдельные 25 миллиметровые плиты было быстрее и проще, чем сплошные 120 миллиметровые или 280 миллиметровые плиты. Прочие недостатки — малая мореходность и низкая скорость — были несущественны для корабля береговой обороны.
В целом, мониторы типа «Пассаик» были важным эволюционным шагом в развитии башенного броненосца как в США ,так и в России.